# Clinton megye (Michigan)
Clinton megye az Amerikai Egyesült Államokban, azon belül Michigan államban található. Megyeszékhelye és legnagyobb városa St. Johns. Lakosainak száma 79 128 fő (2020. április 1.). Clinton megye Gratiot, Eaton, Ingham, Shiawassee, Ionia és Montcalm megyékkel határos.

## Népesség
A megye népességének változása:
| Lakosok száma | 75 393 | 75 909 | 76 141 | 76 739 | 77 390 | 79 128 |
|               | 2010   | 2011   | 2012   | 2013   | 2015   | 2020   |